# Hans Moravec
Hans Moravec, född 30 november 1948 i Kautzen, Österrike, är en amerikansk-kanadensisk-österrikisk robotikforskare, futurolog, författare samt adjungerad professor vid Robotics Institute of Carnegie Mellon University. Han är känd för sitt arbete med robotik, artificiell intelligens och effekterna av dem. Moravec har bland annat utvecklat metoder för att ge robotar syn och rumsuppfattning. Huvudteman i hans författarskap är bl.a. transhumanism och den teknologiska singulariteten.